# Molde Fotballklubb 2016
Questa voce raccoglie le informazioni riguardanti il Molde Fotballklubb nelle competizioni ufficiali della stagione 2016.

## Stagione
L'11 dicembre è stato ufficializzato il calendario per il campionato 2016, con il Molde che avrebbe cominciato la stagione nel fine settimana dell'11-13 marzo 2016, ospitando il Tromsø.
Il 1º aprile è stato sorteggiato il primo turno del Norgesmesterskapet 2016: il Molde avrebbe così fatto visita al Kristiansund FK. Al secondo turno, la squadra è stata sorteggiata contro il Grorud. Al turno successivo, il Molde avrebbe fatto visita allo Stjørdals-Blink. In questa sfida, il Molde è stato sconfitto per 2-1, salutando così la competizione.
Il Molde ha chiuso la stagione al 5º posto finale.

## Maglie e sponsor
Lo sponsor tecnico per la stagione 2016 è stato Nike, mentre lo sponsor ufficiale è stato Sparebanken Møre. La divisa casalinga era composta da una maglietta blu con inserti bianchi, pantaloncini e calzettoni bianchi. Quella da trasferta era invece composta da una maglietta bianca, con pantaloncini e calzettoni blu.
| Casa | Trasferta |

## Rosa
| N. |                        | Ruolo | Calciatore            |
| -- | ---------------------- | ----- | --------------------- |
| 1  | Stati Uniti (bandiera) | P     | Ethan Horvath         |
| 2  | Stati Uniti (bandiera) | A     | Joshua Gatt           |
| 3  | Senegal (bandiera)     | C     | Amidou Diop           |
| 4  | Norvegia (bandiera)    | D     | Ruben Gabrielsen      |
| 5  | Finlandia (bandiera)   | D     | Joona Toivio          |
| 7  | Norvegia (bandiera)    | C     | Harmeet Singh         |
| 8  | Senegal (bandiera)     | C     | Babacar Sarr          |
| 8  | Norvegia (bandiera)    | A     | Fredrik Gulbrandsen   |
| 9  | Svezia (bandiera)      | A     | Mattias Moström       |
| 10 | Islanda (bandiera)     | A     | Björn Sigurðarson     |
| 10 | Norvegia (bandiera)    | C     | Thomas Kind Bendiksen |
| 11 | Norvegia (bandiera)    | A     | Sander Svendsen       |
| 13 | Nigeria (bandiera)     | C     | Thompson Ekpe         |
| 14 | Norvegia (bandiera)    | C     | Petter Strand         |
| 15 | Norvegia (bandiera)    | D     | Per-Egil Flo          |
| 16 | Liberia (bandiera)     | C     | Dulee Johnson         |
| 17 | Norvegia (bandiera)    | C     | Fredrik Aursnes       |
| 18 | Finlandia (bandiera)   | D     | Roni Peiponen         |
| 19 | Norvegia (bandiera)    | C     | Eirik Hestad          |

| N. |                        | Ruolo | Calciatore          |
| -- | ---------------------- | ----- | ------------------- |
| 20 | Camerun (bandiera)     | A     | Thomas Amang        |
| 21 | Brasile (bandiera)     | C     | Agnaldo             |
| 22 | Danimarca (bandiera)   | D     | Christoffer Remmer  |
| 22 | Islanda (bandiera)     | A     | Eiður Guðjohnsen    |
| 23 | Norvegia (bandiera)    | D     | Knut Olav Rindarøy  |
| 24 | Norvegia (bandiera)    | A     | Mohamed Elyounoussi |
| 25 | Norvegia (bandiera)    | D     | Vegard Forren       |
| 26 | Svezia (bandiera)      | P     | Andreas Linde       |
| 27 | Norvegia (bandiera)    | A     | Mushaga Bakenga     |
| 28 | Norvegia (bandiera)    | C     | Stian Gregersen     |
| 30 | Senegal (bandiera)     | A     | Pape Paté Diouf     |
| 31 | Stati Uniti (bandiera) | A     | Ben Spencer         |
| 32 | Svezia (bandiera)      | D     | Isak Ssewankambo    |
| 33 | Norvegia (bandiera)    | A     | Fredrik Brustad     |
| 34 | Brasile (bandiera)     | P     | Neydson             |
| 51 | Norvegia (bandiera)    | D     | Kristian Strande    |
| 52 | Norvegia (bandiera)    | C     | Tobias Svendsen     |
| 53 | Norvegia (bandiera)    | D     | Martin Ove Roseth   |

## Calciomercato

### Sessione invernale(dal 01/01 al 31/03)
| Arrivi           | Arrivi                | Arrivi          | Arrivi        |
| R.               | Nome                  | da              | Modalità      |
| ---------------- | --------------------- | --------------- | ------------- |
| D                | Roni Peiponen         | HJK             | definitivo    |
| D                | Isak Ssewankambo      | Derby County    | definitivo    |
| C                | Fredrik Aursnes       | Hødd            | definitivo    |
| C                | Thompson Ekpe         |                 | svincolato    |
| C                | Stian Gregersen       | Kristiansund BK | fine prestito |
| C                | Dulee Johnson         |                 | svincolato    |
| C                | Thomas Kind Bendiksen | Tromsø          | fine prestito |
| C                | Harmeet Singh         |                 | svincolato    |
| C                | Petter Strand         | Sogndal         | definitivo    |
| A                | Thomas Amang          |                 | svincolato    |
| A                | Pape Paté Diouf       | Odd             | fine prestito |
| A                | Eiður Guðjohnsen      |                 | svincolato    |
| A                | Ben Spencer           | Toronto FC      | fine prestito |
| Altre operazioni |                       |                 |               |
| R.               | Nome                  | da              | Modalità      |
| D                | Ole Martin Rindarøy   | Start           | fine prestito |
| C                | Andreas Hollingen     | Start           | fine prestito |

| Partenze | Partenze              | Partenze        | Partenze      |
| R.       | Nome                  | a               | Modalità      |
| -------- | --------------------- | --------------- | ------------- |
| D        | Martin Linnes         | Galatasaray     | definitivo    |
| D        | Roni Peiponen         | Åsane           | prestito      |
| D        | Ole Martin Rindarøy   | Lillestrøm      | prestito      |
| D        | Fredrik Semb Berge    | Brøndby         | fine prestito |
| D        | Magne Simonsen        |                 | svincolato    |
| C        | Daniel Berg Hestad    |                 | ritiro        |
| C        | Amidou Diop           | Kristiansund BK | prestito      |
| C        | Andreas Hollingen     | Start           | definitivo    |
| C        | Etzaz Hussain         |                 | svincolato    |
| C        | Thomas Kind Bendiksen | Elfsborg        | prestito      |
| C        | Harmeet Singh         |                 | svincolato    |
| A        | Ola Kamara            | Austria Vienna  | fine prestito |

### Tra le due sessioni
| Arrivi | Arrivi | Arrivi | Arrivi   |
| R.     | Nome   | da     | Modalità |
| ------ | ------ | ------ | -------- |

| Partenze | Partenze            | Partenze    | Partenze      |
| R.       | Nome                | a           | Modalità      |
| -------- | ------------------- | ----------- | ------------- |
| C        | Dulee Johnson       |             | svincolato    |
| A        | Mushaga Bakenga     | Club Bruges | fine prestito |
| A        | Mohamed Elyounoussi | Basilea     | definitivo    |
| A        | Fredrik Gulbrandsen | Salisburgo  | definitivo    |

### Sessione estiva(dal 21/07 al 17/08)
| Arrivi           | Arrivi             | Arrivi          | Arrivi        |
| R.               | Nome               | da              | Modalità      |
| ---------------- | ------------------ | --------------- | ------------- |
| D                | Christoffer Remmer | Copenaghen      | definitivo    |
| C                | Amidou Diop        | Kristiansund BK | fine prestito |
| C                | Babacar Sarr       | Sogndal         | definitivo    |
| A                | Fredrik Brustad    | AIK             | definitivo    |
| A                | Björn Sigurðarson  |                 | svincolato    |
| Altre operazioni |                    |                 |               |
| R.               | Nome               | da              | Modalità      |
| D                | Roni Peiponen      | Åsane           | fine prestito |

| Partenze | Partenze         | Partenze        | Partenze   |
| R.       | Nome             | a               | Modalità   |
| -------- | ---------------- | --------------- | ---------- |
| D        | Roni Peiponen    | HJK             | prestito   |
| C        | Thompson Ekpe    | Kristiansund BK | prestito   |
| A        | Eiður Guðjohnsen |                 | svincolato |

### Dopo la sessione estiva
| Arrivi | Arrivi | Arrivi | Arrivi   |
| R.     | Nome   | da     | Modalità |
| ------ | ------ | ------ | -------- |

| Partenze | Partenze    | Partenze      | Partenze   |
| R.       | Nome        | a             | Modalità   |
| -------- | ----------- | ------------- | ---------- |
| A        | Ben Spencer | Toronto FC II | definitivo |

## Risultati

### Eliteserien

#### Girone di andata
| Arbitro: | Hobber Nilsen (Oslo) |

|            |           |                 |
| Aursnes 1’ | Marcatori | 70’ Sigurðarson |

| Arbitro: | Moen (Haugesund) |

|            |           |                      |
| Meling 27’ | Marcatori | 66’, 75’ Elyounoussi |

| Arbitro: | Hafsås (Trondheim) |

|                                                            |           |                         |
| Moström 5’ S. Svendsen 31’ Singh 45’ Guðjohnsen 65’ (rig.) | Marcatori | 16’ Friday 56’ Knudtzon |

| Arbitro: | Eskås (Oslo) |

|               |           |            |
| Rasmussen 90’ | Marcatori | 57’ Strand |

| Arbitro: | Hansen (Feda) |

|             |           |                   |
| Furebotn 1’ | Marcatori | 47’ Amang 52’ Flo |

| Arbitro: | Skjerven (Kaupanger) |

|                                                         |           |  |
| S. Svendsen 15’ Jääger 34’ (aut.) Strand 64’ Toivio 88’ | Marcatori |  |

| Arbitro: | Johnsen (Tønsberg) |

|                                                     |           |  |
| Kirkevold 1’, 54’ (rig.) Singh 25’ (aut.) Hovda 89’ | Marcatori |  |

| Arbitro: | Moen (Haugesund) |

|                 |           |  |
| Gulbrandsen 90’ | Marcatori |  |

| Arbitro: | Lundby (Bøverbru) |

|                                     |           |                                       |
| Andreassen 77’ Kiss 85’ (rig.), 89’ | Marcatori | 21’ Hestad 48’ Strand 76’ Gulbrandsen |

| Arbitro: | Kjensli (Oslo) |

|                                               |           |                                      |
| Gulbrandsen 7’ Elyounoussi 22’, 25’ Amang 63’ | Marcatori | 62’ Vaagan Moen 81’ Francisco Júnior |

| Arbitro: | Hobber Nilsen (Oslo) |

|                         |           |  |
| Occéan 60’ Zekhnini 71’ | Marcatori |  |

| Arbitro: | Hafsås (Trondheim) |

|                                    |           |  |
| Aursnes 83’ (rig.) Gulbrandsen 88’ | Marcatori |  |

| Arbitro: | Moen (Haugesund) |

|                             |           |                 |
| Helland 1’ Gytkjær 28’, 45’ | Marcatori | 18’ Elyounoussi |

| Arbitro: | Hafsås (Trondheim) |

|  |           |               |
|  | Marcatori | 71’ Bringaker |

| Arbitro: | Hansen (Feda) |

|                                        |           |                           |
| Patronen 3’ Kjemhus 24’, 50’ Sveen 30’ | Marcatori | 21’ Toivio 88’, 90’ Singh |

#### Girone di ritorno
| Arbitro: | Eskås (Oslo) |

|                            |           |                              |
| S. Svendsen 21’ Toivio 72’ | Marcatori | 8’ Børufsen 62’ Kristjánsson |

| Arbitro: | Steen (Bergen) |

|  |           |             |
|  | Marcatori | 33’ Tokstad |

| Arbitro: | Edvartsen (Hamar) |

|                                    |           |  |
| Abdellaoue 9’ Larsen 16’ Zahid 76’ | Marcatori |  |

| Arbitro: | Hobber Nilsen (Oslo) |

|                                               |           |                    |
| Aursnes 8’ Brustad 11’ S. Svendsen 51’ (rig.) | Marcatori | 13’ Berg 66’ Olsen |

| Arbitro: | Hagen (Grue) |

|  |           |                        |
|  | Marcatori | 42’ Brustad 55’ Hestad |

| Arbitro: | Johnsen (Tønsberg) |

|                                                |           |                       |
| Sigurðarson 13’, 64’ T. Svendsen 90’ Singh 90’ | Marcatori | 72’ Hagen 82’ Bentley |

| Arbitro: | Hobber Nilsen (Oslo) |

|  |           |                                  |
|  | Marcatori | 32’ (rig.) Singh 60’ Sigurðarson |

| Molde 11 settembre 2016, ore 20:00 23ª giornata | Molde         | 0 – 0 referto | Haugesund | Aker Stadion\| Arbitro: \| Hansen (Feda) \| |
| Arbitro:                                        | Hansen (Feda) |               |           |                                             |

| Arbitro: | Lundby (Bøverbru) |

|             |           |  |
| Pedersen 9’ | Marcatori |  |

| Arbitro: | Hagen (Grue) |

|                 |           |                             |
| Sigurðarson 31’ | Marcatori | 50’, 89’ Jensen 62’ Gytkjær |

| Arbitro: | Hagenes (Marikollen) |

|  |           |                                |
|  | Marcatori | 52’ Hestad 79’ (aut.) Antonsen |

| Molde 16 ottobre 2016, ore 18:00 27ª giornata | Molde          | 0 – 0 referto | Sogndal | Aker Stadion (7.745 spett.)\| Arbitro: \| Kjensli (Oslo) \| |
| Arbitro:                                      | Kjensli (Oslo) |               |         |                                                             |

| Arbitro: | Moen (Haugesund) |

|                       |           |            |
| Lie Skålevik 40’, 58’ | Marcatori | 35’ Strand |

| Arbitro: | Hansen (Feda) |

|                             |           |  |
| Gatt 10’ Flo 41’ Toivio 48’ | Marcatori |  |

| Arbitro: | Hobber Nilsen (Oslo) |

|               |           |  |
| M. Martin 71’ | Marcatori |  |

### Norgesmesterskapet
| Arbitro: | Myrheim |

|  |           |                                                 |
|  | Marcatori | 17’, 75’ Amang 32’, 77’, 85’ Bakenga 66’ Strand |

| Arbitro: | Grenå Pettersen |

|                             |           |                                                  |
| Can 28’ (rig.) Kastrati 80’ | Marcatori | 32’ S. Svendsen 69’ (rig.) Elyounoussi 72’ Diouf |

| Arbitro: | Hagenes (Marikollen) |

|                         |           |           |
| Sollihaug 6’ Hønnås 79’ | Marcatori | 54’ Amang |

## Statistiche

### Statistiche di squadra
| Competizione       | Punti | In casa | In casa | In casa | In casa | In casa | In casa | In trasferta | In trasferta | In trasferta | In trasferta | In trasferta | In trasferta | Totale | Totale | Totale | Totale | Totale | Totale | DR  |
| Competizione       | Punti | G       | V       | N       | P       | Gf      | Gs      | G            | V            | N            | P            | Gf           | Gs           | G      | V      | N      | P      | Gf     | Gs     | DR  |
| ------------------ | ----- | ------- | ------- | ------- | ------- | ------- | ------- | ------------ | ------------ | ------------ | ------------ | ------------ | ------------ | ------ | ------ | ------ | ------ | ------ | ------ | --- |
| Eliteserien        | 45    | 15      | 8       | 4       | 3       | 29      | 16      | 15           | 5            | 2            | 8            | 19           | 26           | 30     | 13     | 6      | 11     | 48     | 42     | +6  |
| Norgesmesterskapet | -     | 0       | 0       | 0       | 0       | 0       | 0       | 3            | 2            | 0            | 1            | 10           | 4            | 3      | 2      | 0      | 1      | 10     | 4      | +6  |
| Totale             | -     | 15      | 8       | 4       | 3       | 29      | 16      | 18           | 7            | 2            | 9            | 29           | 30           | 33     | 15     | 6      | 12     | 58     | 46     | +12 |

### Andamento in campionato
| Giornata  | 1 | 2 | 3 | 4 | 5 | 6 | 7 | 8 | 9 | 10 | 11 | 12 | 13 | 14 | 15 | 16 | 17 | 18 | 19 | 20 | 21 | 22 | 23 | 24 | 25 | 26 | 27 | 28 | 29 | 30 |
| --------- | - | - | - | - | - | - | - | - | - | -- | -- | -- | -- | -- | -- | -- | -- | -- | -- | -- | -- | -- | -- | -- | -- | -- | -- | -- | -- | -- |
| Luogo     | C | T | C | T | T | C | T | C | T | C  | T  | C  | T  | C  | T  | C  | C  | T  | C  | T  | C  | T  | C  | T  | C  | T  | C  | T  | C  | T  |
| Risultato | N | V | V | N | V | V | P | V | N | V  | P  | V  | P  | P  | P  | N  | P  | P  | V  | V  | V  | V  | N  | P  | P  | V  | N  | P  | V  | P  |
| Posizione | 9 | 4 | 2 | 2 | 3 | 2 | 3 | 3 | 3 | 2  | 3  | 2  | 3  | 6  | 7  | 7  | 8  | 9  | 8  | 7  | 7  | 5  | 5  | 5  | 6  | 4  | 4  | 6  | 4  | 5  |

Fonte:  Tippeligaen 2016, su altomfotball.no, Altomfotball.
Legenda:

Luogo: C = Casa; T = Trasferta. Risultato: V = Vittoria; N = Pareggio; P = Sconfitta.

### Statistiche dei giocatori
| Giocatore         | Eliteserien | Eliteserien | Eliteserien | Eliteserien | Norgesmesterskapet | Norgesmesterskapet | Norgesmesterskapet | Norgesmesterskapet | Coppe europee | Coppe europee | Coppe europee | Coppe europee | Altre coppe | Altre coppe | Altre coppe | Altre coppe | Totale   | Totale | Totale      | Totale     |
| Giocatore         | Presenze    | Reti        | Ammonizioni | Espulsioni  | Presenze           | Reti               | Ammonizioni        | Espulsioni         | Presenze      | Reti          | Ammonizioni   | Espulsioni    | Presenze    | Reti        | Ammonizioni | Espulsioni  | Presenze | Reti   | Ammonizioni | Espulsioni |
| ----------------- | ----------- | ----------- | ----------- | ----------- | ------------------ | ------------------ | ------------------ | ------------------ | ------------- | ------------- | ------------- | ------------- | ----------- | ----------- | ----------- | ----------- | -------- | ------ | ----------- | ---------- |
| Agnaldo           | 7           | 0           | 0           | 0           | 3                  | 0                  | 0                  | 0                  |               |               |               |               |             |             |             |             | 10       | 0      | 0           | 0          |
| T. Amang          | 22          | 2           | 2           | 0           | 2                  | 3                  | 2                  | 0                  |               |               |               |               |             |             |             |             | 24       | 5      | 4           | 0          |
| F. Aursnes        | 23          | 3           | 4           | 0           | 2                  | 0                  | 0                  | 0                  |               |               |               |               |             |             |             |             | 25       | 3      | 4           | 0          |
| M. Bakenga        | 2           | 0           | 0           | 0           | 1                  | 3                  | 0                  | 0                  |               |               |               |               |             |             |             |             | 3        | 3      | 0           | 0          |
| F. Brustad        | 9           | 2           | 0           | 0           | -                  | -                  | -                  | -                  |               |               |               |               |             |             |             |             | 9        | 2      | 0           | 0          |
| A. Diop           | 8           | 0           | 0           | 0           | -                  | -                  | -                  | -                  |               |               |               |               |             |             |             |             | 8        | 0      | 0           | 0          |
| P. Diouf          | 2           | 0           | 1           | 0           | 2                  | 1                  | 1                  | 0                  |               |               |               |               |             |             |             |             | 4        | 1      | 2           | 0          |
| T. Ekpe           | 0           | 0           | 0           | 0           | 3                  | 0                  | 0                  | 0                  |               |               |               |               |             |             |             |             | 3        | 0      | 0           | 0          |
| M. Elyounoussi    | 12          | 5           | 3           | 0           | 1                  | 1                  | 0                  | 0                  |               |               |               |               |             |             |             |             | 13       | 6      | 3           | 0          |
| P. Flo            | 21          | 2           | 2           | 0           | 1                  | 0                  | 0                  | 0                  |               |               |               |               |             |             |             |             | 22       | 2      | 2           | 0          |
| V. Forren         | 23          | 0           | 5           | 0           | 1                  | 0                  | 0                  | 0                  |               |               |               |               |             |             |             |             | 24       | 0      | 5           | 0          |
| R. Gabrielsen     | 29          | 0           | 3           | 0           | 1                  | 0                  | 0                  | 0                  |               |               |               |               |             |             |             |             | 30       | 0      | 3           | 0          |
| J. Gatt           | 6           | 1           | 1           | 0           | 0                  | 0                  | 0                  | 0                  |               |               |               |               |             |             |             |             | 6        | 1      | 1           | 0          |
| S. Gregersen      | 7           | 0           | 0           | 0           | 0                  | 0                  | 0                  | 0                  |               |               |               |               |             |             |             |             | 7        | 0      | 0           | 0          |
| E. Guðjohnsen     | 13          | 1           | 0           | 0           | 0                  | 0                  | 0                  | 0                  |               |               |               |               |             |             |             |             | 13       | 1      | 0           | 0          |
| F. Gulbrandsen    | 9           | 4           | 0           | 0           | 1                  | 0                  | 0                  | 0                  |               |               |               |               |             |             |             |             | 10       | 4      | 0           | 0          |
| E. Hestad         | 21          | 3           | 6           | 0           | 3                  | 0                  | 0                  | 0                  |               |               |               |               |             |             |             |             | 24       | 3      | 6           | 0          |
| E. Horvath        | 22          | -30         | 0           | 1           | 0                  | -0                 | 0                  | 0                  |               |               |               |               |             |             |             |             | 22       | -30    | 0           | 1          |
| D. Johnson        | 0           | 0           | 0           | 0           | 1                  | 0                  | 0                  | 0                  |               |               |               |               |             |             |             |             | 1        | 0      | 0           | 0          |
| T. Kind Bendiksen | 0           | 0           | 0           | 0           | 0                  | 0                  | 0                  | 0                  |               |               |               |               |             |             |             |             | 0        | 0      | 0           | 0          |
| A. Linde          | 9           | -12         | 0           | 0           | 3                  | -4                 | 0                  | 0                  |               |               |               |               |             |             |             |             | 12       | -16    | 0           | 0          |
| M. Moström        | 20          | 1           | 0           | 0           | 1                  | 0                  | 1                  | 0                  |               |               |               |               |             |             |             |             | 21       | 1      | 1           | 0          |
| Neydson           | 0           | -0          | 0           | 0           | 0                  | -0                 | 0                  | 0                  |               |               |               |               |             |             |             |             | 0        | 0      | 0           | 0          |
| R. Peiponen       | 0           | 0           | 0           | 0           | 0                  | 0                  | 0                  | 0                  |               |               |               |               |             |             |             |             | 0        | 0      | 0           | 0          |
| C. Remmer         | 9           | 0           | 0           | 0           | -                  | -                  | -                  | -                  |               |               |               |               |             |             |             |             | 9        | 0      | 0           | 0          |
| K. Rindarøy       | 11          | 0           | 0           | 0           | 0                  | 0                  | 0                  | 0                  |               |               |               |               |             |             |             |             | 11       | 0      | 0           | 0          |
| M. Roseth         | 1           | 0           | 1           | 0           | 1                  | 0                  | 1                  | 0                  |               |               |               |               |             |             |             |             | 2        | 0      | 2           | 0          |
| B. Sarr           | 13          | 0           | 1           | 0           | -                  | -                  | -                  | -                  |               |               |               |               |             |             |             |             | 13       | 0      | 1           | 0          |
| B. Sigurðarson    | 11          | 4           | 1           | 0           | -                  | -                  | -                  | -                  |               |               |               |               |             |             |             |             | 11       | 4      | 1           | 0          |
| B. Spencer        | 0           | 0           | 0           | 0           | 0                  | 0                  | 0                  | 0                  |               |               |               |               |             |             |             |             | 0        | 0      | 0           | 0          |
| I. Ssewankambo    | 9           | 0           | 1           | 0           | 0                  | 0                  | 0                  | 0                  |               |               |               |               |             |             |             |             | 9        | 0      | 1           | 0          |
| P. Strand         | 28          | 4           | 1           | 0           | 2                  | 1                  | 0                  | 0                  |               |               |               |               |             |             |             |             | 30       | 5      | 1           | 0          |
| K. Strande        | 0           | 0           | 0           | 0           | 2                  | 0                  | 0                  | 0                  |               |               |               |               |             |             |             |             | 2        | 0      | 0           | 0          |
| S. Svendsen       | 25          | 4           | 2           | 0           | 2                  | 1                  | 0                  | 0                  |               |               |               |               |             |             |             |             | 27       | 5      | 2           | 0          |
| T. Svendsen       | 4           | 1           | 0           | 0           | 1                  | 0                  | 0                  | 0                  |               |               |               |               |             |             |             |             | 5        | 1      | 0           | 0          |
| J. Toivio         | 17          | 4           | 1           | 0           | 2                  | 0                  | 0                  | 0                  |               |               |               |               |             |             |             |             | 19       | 4      | 1           | 0          |